# Christus en de overspelige vrouw (Bruegel)
Christus en de overspelige vrouw is een klein grisaille op paneel van Bruegel de Oude. Het is gesigneerd en gedateerd in 1565 (linksonder: BRVEGEL · M · D · LXV).

## Thematiek en beschrijving
De bijbelse episode van Jezus en de op overspel betrapte vrouw is te vinden bij Johannes (8:1-11), hoewel ze geen deel uitmaakte van de oorspronkelijke evangelietekst. De schriftgeleerden en farizeeën proberen Jezus te strikken door een overspelige vrouw voor te leiden en hem te vragen of ze moet worden gestenigd, zoals de wet eist. Bruegel toont hoe een knielende Jezus zijn beroemde antwoord in het stof schrijft: DIE SONDER SONDE IS / DIE [werpe de eerste steen].
Christus, de jonge vrouw en de wetgeleerden zijn helder belicht en steken af tegen de massa toeschouwers in de schaduw (achter Jezus zijn leerlingen, verderop soldaten en gewone lieden). De nederigheid van de knielende Jezus contrasteert met de voorovergebogen, gesticulerende schriftgeleerde, die tegensputterend aan de wet wil vasthouden. Dat geldt ook voor de bebaarde farizeeër naast hem (het pseudo-Hebreeuws op zijn kleed suggereert iemand die zich aan de letter van de wet houdt). De berouwvol opzij kijkende vrouw staat centraal in de verticale as én op het snijpunt van de diagonalen, nogmaals de nederigheid van Jezus benadrukkend. Ze lijkt waardig en gelaten het verdict af te wachten, maar gekruiste vingers verraden haar spanning (of spiegelen de gestrekte wijsvingers Jezus' schrijven?). Achter haar druipen de potentiële beulen stilaan af, de stenen ongebruikt achterlatend.

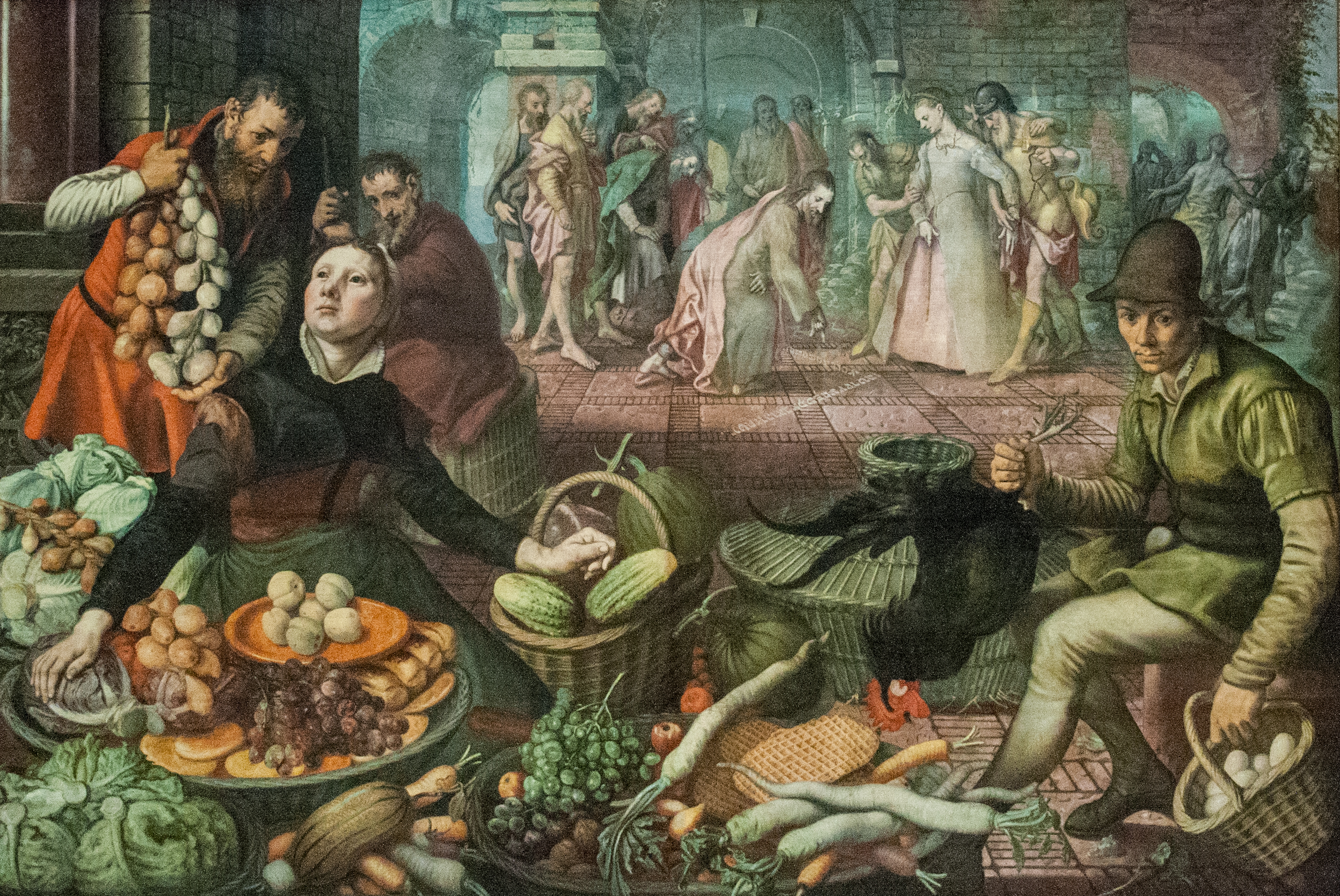
Enige jaren vóór Bruegel behandelde Pieter Aertsen hetzelfde thema. De groentenmarkt op de voorgrond was deel van een praktijk waar het Concilie van Trente en Molanus zich in het bijzonder tegen keerden.

## Duiding
Het geheel baadt in een sfeer van ingetogen mystiek. De gracieuze vrouw is een geïdealiseerde verschijning, wat ongewoon is voor Bruegel, net als de monumentaliteit van de figuren (het kleine formaat in acht genomen).
De thema's die inherent zijn aan het verhaal – hypocrisie en barmhartigheid – lijken door Bruegel te worden ingezet voor een meer specifieke boodschap van tolerantie. In het Brussel waar hij schilderde werden sinds enige decennia ketters terechtgesteld en zou het jaar na voltooiing de geuzenrevolte uitbreken. Maar hoe verleidelijk het ook is om Bruegel te zien als een irenische kunstenaar, steeds moet voor ogen worden gehouden dat over zijn denkbeelden haast geen gegevens voorhanden zijn. Er is uiteraard zijn grafische expressie, maar de interpretatie daarvan is uitermate moeilijk. Wat voor de een netjes de orthodoxie volgt, ziet een ander als het louter ophouden van plausible deniability. Melion laat in elk geval zien dat Christus en de overspelige vrouw zich leent voor een rijke Erasmiaanse exegese.

## Grisaille
De schilder toont een uitstekende beheersing van de grisailletechniek, die zich voor het weergeven van vormen volledig verlaat op tonale variatie. In zijn beginjaren had hij als gezel van Pieter Balten in Mechelen gewerkt aan de traditionele toepassing van bruin- en grijstinten op de buitenzijde van een altaarstuk. In De ontslaping van Maria had Bruegel grisaille gebruikt in een zelfstandig kunstwerk. Met Christus en de overspelige vrouw ging hij verder op die nieuwe weg, die hem ook nog naar de Drie soldaten zou leiden.

## Navolging
Het schilderij bleef steeds in Bruegels bezit en is een van de weinige die na zijn dood niet zijn verkocht. Vermoedelijk is het geërfd door zijn zoon Jan. Beide zonen, Fluwelen Jan en Helse Pieter, maakten verschillende kopieën. Van Pieter zijn vijftien kleurenversies bekend, mogelijk op basis van een gravure, terwijl Jan uitsluitend in grisaille werkte. Het origineel in zijn bezit liet hij per testament na aan kardinaal Federico Borromeo, die hij in 1609 had moeten teleurstellen toen die een schilderij wilde kopen van zijn bewonderde vader. De kardinaal was vereerd maar achtte zich niet gerechtigd het laatste schilderij dat in de familie was te behouden. Hij liet een kopie maken (misschien die in de Accademia Carrara te Bergamo) en stuurde het origineel terug.
De regelmatige gaatjes in de rand van het oorspronkelijke paneel zijn waarschijnlijk het resultaat van een rooster gespannen door een gravuremaker. Pieter Perret publiceerde in 1579 een prent naar het schilderij, dat hij blijkbaar in bruikleen had gekregen.

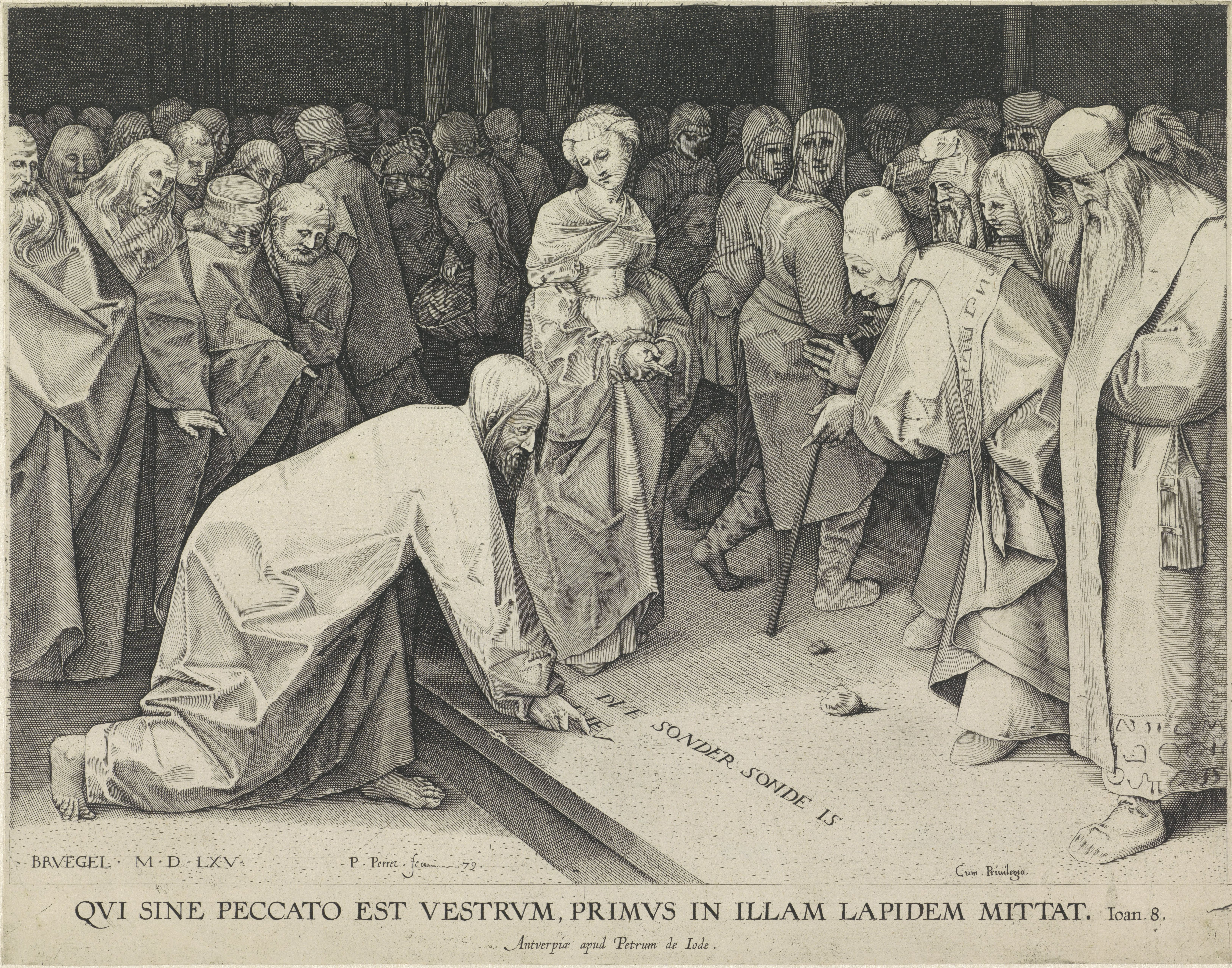
Gravure van Pieter Perret (1579)
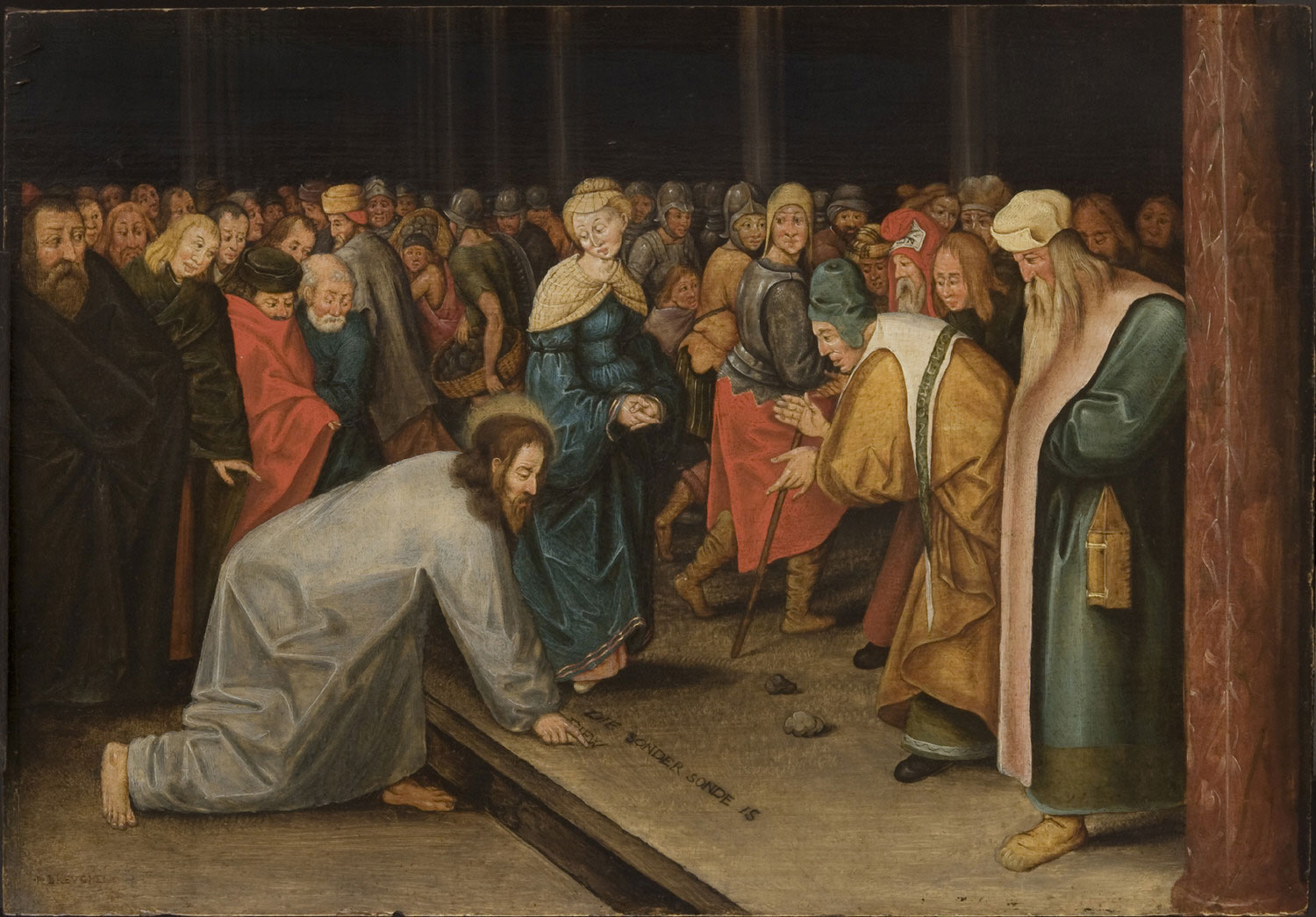
Kopie van Pieter Brueghel II (ca. 1600, Philadelphia Museum of Art)
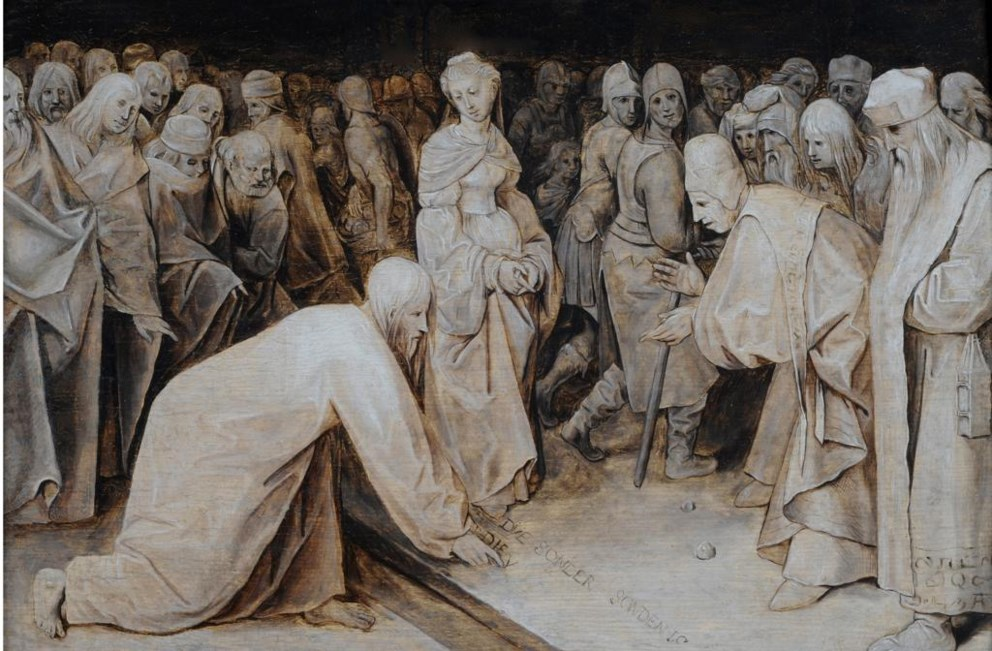
Kopie van Jan Brueghel I (17e eeuw)

## Provenance
Het originele paneel is sinds 1978 eigendom van de Courtauld Gallery in Londen, haar nagelaten door Antoine Seilern. Het is al sinds de 18e eeuw in Engeland, nadat Jan Brueghel II het in de 17e eeuw van de hand deed. In 1982 slaagden dieven erin het werk te stelen, maar het bleek onverkoopbaar. Blijkbaar diende het enige tijd als waarborg tussen criminelen, tot het in 1992 gerecupereerd werd door de Britse politie.

## Voetnoten
1. ↑  Persbericht Museum Mayer van den Bergh, 11 januari 2014. Gearchiveerd op 27 januari 2023.

Landschap met de parabel van de zaaier (1557) · Wie een varken is, moet in het kot (1557) · Twaalf spreekwoorden (1558) · De spreekwoorden (1559) ·  De strijd tussen Vasten en Vastenavond (1559) · De kinderspelen (1560) · De zelfmoord van Saul (1562) · Twee aapjes (1562) · De val der opstandige engelen (1562) · De triomf van de dood (ca. 1562) · Dulle Griet (1563) · De vlucht naar Egypte (1563) · Gezicht op de baai van Napels (ca. 1563) · De bouw van de toren van Babel (1563) · De aanbidding door de wijzen in de sneeuw (1563) · De kruisdraging (1564) · De aanbidding door de wijzen (1564) · De ontslaping van Maria (ca. 1564) · Christus en de overspelige vrouw (1565) · De hooitijd (juni/juli) (1565) · De oogst (augustus/september) (1565) · De terugkeer van de kudde (oktober/november) (1565)  · Jagers in de sneeuw (december/januari) (1565) · De sombere dag (februari/maart) (1565) · Winterlandschap met schaatsers en vogelknip (1565) · De kindermoord te Bethlehem (ca. 1566) · De boerenbruiloftsdans (1566) · De volkstelling te Bethlehem (1566) · De prediking van Johannes de Doper (1566) · De Sint-Maartenswijn (1566-67) · Het Land van Kokanje (Luilekkerland) (1567) · De bekering van Paulus (1567) · Het bruiloftsmaal (ca. 1567) · De dorpskermis (ca. 1567) · De toren van Babel (ca. 1568?) · Drie soldaten (1568) · De nestrover (1568) · De misantroop (1568) · De parabel van de blinden (1568) · Hoofd van een boerin (ca. 1568) · De kreupele bedelaars (1568) · De ekster op de galg (1568)
Landschap met de verschijning van Christus aan het meer van Tiberias (1553) · De aanbidding door de wijzen (ca. 1556) · De val van Icarus (ca. 1565)
De grote vissen eten de kleine · Zeeslag in de Straat van Messina